# 船舶代理
船舶代理是为船舶在某个港口提供服务的代理人，办理一些船舶在港的手续，包括进出港口手续、船员更换、船舶更名、新船挂旗、申报装卸货物、装卸事实记录的见证、代为支付船舶在港发生的各项费用等。一定程度上来说，船舶代理相当于委托方在港口限制权限与期限的办事处。

## 产生的原因
船舶不可能对每个港口的相关手续都熟悉，即便熟悉，也不可能预先在每个船舶要抵达的港口设立办事处来预先办理相应手续，所以在开放的港口口岸，一定存在船舶代理公司来提供这种服务而使得船舶可以及时完成到港目的。

## 委托人
委托人并不是固定的由某一方来担当。委托人可以是船东，也可以是租家，甚至是船舶的船长。船长作为直接委托方的情形比较少见，一般只出现在船东为传统航海国家的情形，概由于传统航海国家给船长的权利较大。在船舶代理在提供服务时虽然以尊重事实为原则，但无法避免地仍然在细节上会偏向于委托人。